# Oficina Internacional de Pesas y Medidas

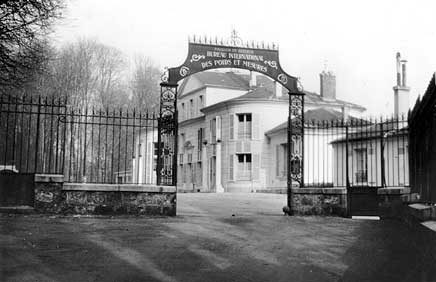
Sede de la Oficina Internacional de Pesas y Medidas, edificio conocido como el Pavillon de Breteuil en Saint-Cloud, Francia. Fotografía antigua sin fecha.

La Oficina Internacional de Pesas y Medidas (OIPM) es el coordinador mundial de la metrología. Su sede está ubicada en Saint-Cloud, suburbio de París. Es la depositaria del kilogramo patrón internacional, última unidad materializada del Sistema Internacional de Unidades (SI) en uso, procedente del viejo sistema métrico decimal, hasta su redefinición en 2019.
Tiene su sede en Saint-Cloud, cerca de París, Francia. La organización se ha denominado IBWM (por su nombre en inglés) en la literatura más antigua..

## Funciones
Históricamente la metrología ha pasado por diferentes etapas; inicialmente su máxima preocupación y el objeto de su estudio fue el análisis de sistemas de pesas y medidas antiguos. Sin embargo, desde mediados del siglo XVI el interés por la determinación de la medida del globo terrestre y los trabajos correspondientes pusieron de manifiesto la necesidad de un sistema de pesas y medidas universal, proceso que se vio agudizado durante la Revolución Industrial y culminó con la creación de la Oficina Internacional de Pesos y Medidas el 20 de mayo de 1875, y la construcción de patrones para el metro y el kilogramo, como unidades básicas del que, se llamó entonces, Sistema métrico decimal. La Oficina define que su cometido es asegurar en todo el mundo la uniformidad de las mediciones y su trazabilidad al Sistema Internacional de Unidades.
El BIPM tiene el mandato de sentar las bases de un sistema de medidas único y coherente en todo el mundo, trazable al Sistema Internacional de Unidades (SI). Esta tarea adopta muchas formas, desde la difusión directa de las unidades hasta la coordinación mediante comparaciones internacionales de los estándares nacionales de medición (como en el caso de la electricidad y las radiaciones ionizantes).
Tras la consulta, en cada reunión de la Conferencia General se presenta un proyecto de programa de trabajo del BIPM para su consideración con el presupuesto del BIPM. El programa de trabajo definitivo lo determina el CIPM de acuerdo con el presupuesto acordado por la CGPM.
En la actualidad, el trabajo principal del BIPM incluye:
- Actividades científicas y técnicas realizadas en sus cuatro departamentos: química, radiaciones ionizantes, metrología física y tiempo.
- Labores de enlace y coordinación, que incluyen la secretaría de los Comités Consultivos del CIPM y de algunos de sus Grupos de Trabajo, así como del CIPM MRA, y el enlace institucional con los demás organismos de apoyo a la infraestructura internacional de la calidad y otros organismos internacionales
- Programas de desarrollo de capacidades y transferencia de conocimientos para aumentar la eficacia dentro de la comunidad metrológica mundial de aquellos Estados miembros y asociados con sistemas de metrología emergentes.
- Un centro de recursos que ofrece una base de datos y publicaciones sobre metrología internacional.

El BIPM es una de las doce organizaciones miembros de la Red Internacional de Infraestructura de la Calidad (INetQI), que promueve y lleva a cabo actividades de mejora de la calidad en metrología, acreditación, normalización y evaluación de la conformidad.
El BIPM tiene un papel importante en el mantenimiento de la hora exacta del día en todo el mundo. Combina, analiza y promedia las normas oficiales de tiempo atómico de los países miembros de todo el mundo para crear un único Tiempo Universal Coordinado (UTC) oficial.

## Historia
El BIPM fue creado el 20 de mayo de 1875, tras la firma de la Convención del Metro, un tratado entre 17 Estados miembros (a 2018 de November actualmente hay 59 miembros).
Tiene su sede en el Pavillon de Breteuil en Saint-Cloud, Francia, un 4,35 hectáreas (10,7 acre) emplazamiento (originalmente 6,2 acre) concedido a la Oficina por la Gobierno francés en 1876. Desde 1969 se considera territorio internacional, y el BIPM goza de todos los derechos y privilegios acordados a una organización intergubernamental. Este estatuto fue precisado por el decreto francés n.º 70-820 de 9 de septiembre de 1970.
A lo largo de la historia del BIPM se han producido varios cambios significativos durante las reuniones supervisadas por la CGPM. Un ejemplo de ello sería cómo en la 12ª reunión del consejo general (celebrada en 1964) se aumentó el presupuesto del BIPM de 300 000 a 600 000 dólares anuales. Un momento histórico para el BIPM se produjo durante el 26º CGPM de 2018. En este consejo, se decidió que el estándar mundial para las unidades de kilogramos, segundos, amperios, Kelvins, moles, candelas y metros se redefiniría para reflejar las constantes de la naturaleza. Es la primera vez que esto ocurre desde la creación del BIPM. Estos cambios se hicieron oficiales el Día Mundial de la Metrología de 2019.
A partir de 1970, el BIPM comenzó a publicar el folleto SI, un documento que detalla una versión actualizada del Sistema Internacional de Unidades. En noviembre de 2024, la versión más reciente del folleto del SI era la 9ª edición, publicada en 2019.

## Estructura
El BIPM está supervisado por el Comité Internacional de Pesas y Medidas (en francés Comité international des poids et mesures, CIPM), un comité de dieciocho miembros que se reúnen normalmente en dos sesiones al año, que a su vez está supervisado por la Conferencia General de Pesas y Medidas (CGPM) que se reúne en París normalmente una vez cada cuatro años, formada por delegados de los gobiernos de los Estados miembros y observadores de los asociados de la CGPM. Estos órganos también se denominan comúnmente por sus iniciales en francés.
Los informes de las reuniones de la CGPM, del CIPM y de todos los Comités Consultivos son publicados por el BIPM.

## Misión
La secretaría tiene su sede en la Oficina en Saint-Cloud.
En 1999, el CIPM creó el  Arrangement de reconnaissance mutuelle, el Acuerdo de reconocimiento mutuo, también llamado en inglés MRA (Mutual Recognition Agreement), que sirve como marco para la aceptación mutua de las normas y estándares de medición nacionales y para el reconocimiento de la validez de los certificados de calibración y medición emitidos por los institutos nacionales de metrología. 
El CIPM  ha comenzado a realizar la revisión del Sistema Internacional de Unidades.

## Comités consultivos
El CIPM ha creado una serie de comités consultivos (CC) para ayudarle en su trabajo. Estos comités están bajo la autoridad del CIPM. El presidente de cada comité, que se espera que presida las reuniones del CC, suele ser un miembro del CIPM. Además de la CCU, la membresía en un CC está abierta a los Institutos Nacionales de Metrología (INM) de los Estados miembros que sean reconocidos internacionalmente como los más expertos en este campo. Los INM de los Estados miembros que actúan sobre el terreno, pero que carecen de la experiencia necesaria para convertirse en miembros, pueden asistir a las reuniones del CC en calidad de observadores.
Hay 10 comités consultivos. Los comités tienen unos criterios para su membresía.

Entre estos comités consultivos se encuentra el Comité consultivo de Unidades. La función de la CCU es asesorar sobre cuestiones relacionadas con el desarrollo del Sitema Internacional de Unidades y la publicación del compendio de las sucesivas versiones de este sistema: Le Système international d’unités (9.ª ed. 2019, v. 3.1 de agosto de 2024). Tiene enlaces con otros organismos internacionales como, por ejemplo, la Organización Internacional de Normalización (ISO), la Unión Astronómica Internacional (IAU), la Unión Internacional de Química Pura y Aplicada (IUPAC), la Unión Internacional de Física Pura y Aplicada (IUPAP) o la Comisión Internacional de la Iluminación (CIE).

## Directores del BIPM
Desde su creación, los directores del BIPM han sido:
- 1875-1877: Gilbert Govi (Italia)
- 1877-1879: J. Pernet (Suiza)
- 1879-1889: Ole Jacob Broch (Noruega)
- 1889-1915: J.-René Benoît (Francia)
- 1915-1936: Charles Édouard Guillaume (Suiza)
- 1936-1951: Albert Pérard (Francia)
- 1951-1961: Charles Volet (Suiza)
- 1962-1977: Jean Terrien (Francia)
- 1978-1988: Pierre Giacomo (Francia)
- 1988-2003: Terry J. Quinn, CBE FRS (Reino Unido)
- 2004-2010: Andrew J. Wallard (Reino Unido)
- 2011-2012: Michael Kühne (Alemania)
- Desde 2013: Martin J. T. Milton (Reino Unido)[28]

## Miembros
En 2024 hay 64 Estados miembros y 37 estados y economías con estatus de asociados. Países afiliados: 
- Alemania
- Arabia Saudita
- Argentina
- Australia
- Austria
- Bélgica
- Bielorrusia
- Brasil
- Bulgaria
- Canadá
- Chile
- China
- Colombia
- Corea del Sur
- Croacia
- Dinamarca
- Ecuador
- Egipto
- Emiratos Árabes Unidos
- Eslovaquia
- Eslovenia
- España
- Estados Unidos
- Estonia
- Finlandia
- Francia
- Grecia
- Hungría
- India
- Indonesia
- Irak
- Irán
- Irlanda
- Israel
- Italia
- Japón
- Kazajistán
- Kenia
- Lituania
- Malasia
- Marruecos
- México
- Montenegro
- Noruega
- Nueva Zelanda
- Países Bajos
- Pakistán
- Polonia
- Portugal
- Reino Unido
- República Checa
- Rumania
- Rusia
- Singapur
- Sudáfrica
- Suecia
- Suiza
- Tailandia
- Túnez
- Turquía
- Ucrania
- Uruguay

Los 36 estados y economías asociados son: Albania, Azerbaiyán, Bangladés, Bolivia, Bosnia y Herzegovina, Botsuana, CARICOM, Camboya, Taipéi chino, Cuba, Etiopía, Georgia, Ghana, Hong Kong (China), Jamaica, Kuwait, Letonia, Luxemburgo, Malta, Mauricio, Moldavia (Rep. de), Mongolia, Namibia, Macedonia del Norte, Omán, Panamá, Paraguay,   Perú, Filipinas, Katar, Sri Lanka, República Árabe Siria, Tanzania (República Unida de), Uzbekistán, Vietnam, Zambia, Zimbabue.

## Sede
La sede de la Oficina se encuentra en el Pavillon de Breteuil, situado en la sección sureste del Parc de Saint-Cloud, en Saint-Cloud, Francia, al oeste de París. Este edificio está catalogado en Francia como monumento histórico. Es la sede de la Oficina Internacional de Pesas y Medidas (BIPM) desde 1875.